# Faed Arsène
Faed Arsène (Mahajanga, 21 juni 1985) is een Malagassisch voetballer die als aanvaller speelt. In 2010 debuteerde hij in het Malagassisch voetbalelftal. Hij is de zoon van Hervé Arsène.

## Statistieken
| Seizoen                     | Club                        | Land      | Competitie                    | Wed. | Goals |
| --------------------------- | --------------------------- | --------- | ----------------------------- | ---- | ----- |
| 2004/05                     | CS Avion                    | Frankrijk | Championnat de France amateur | 20   | 4     |
| 2005/06                     | RC Lens                     | Frankrijk | Ligue 1                       | 0    | 0     |
| 2005/06                     | RC Lens II                  | Frankrijk | Championnat de France amateur | 17   | 6     |
| 2006/07                     | RC Lens                     | Frankrijk | Ligue 1                       | 0    | 0     |
| 2006/07                     | RC Lens II                  | Frankrijk | Championnat de France amateur | 13   | 2     |
| 2007/08                     | CS Louhans-Cuiseaux         | Frankrijk | Championnat National          | 29   | 4     |
| 2008/09                     | CS Louhans-Cuiseaux         | Frankrijk | Championnat National          | 32   | 6     |
| 2009/10                     | USL Dunkerque               | Frankrijk | Championnat de France amateur | 22   | 11    |
| 2010/11                     | ROC de Charleroi-Marchienne | België    | Derde klasse                  | 27   | 16    |
| 2011/12                     | Royal Mouscron-Péruwelz     | België    | Derde klasse                  | 25   | 14    |
| 2012/13                     | Royal Mouscron-Péruwelz     | België    | Tweede klasse                 | 4    | 0     |
| Totaal                      | Totaal                      | Totaal    | Totaal                        | 189  | 63    |
| Bijgewerkt tot 17 juli 2014 |                             |           |                               |      |       |

## Erelijst

### MetRoyal Mouscron-Péruwelz
| Nationaal             |    |         |
| Kampioen derde klasse | 1x | 2011/12 |